# Trentepohlia montivaga
Trentepohlia montivaga är en tvåvingeart som beskrevs av Alexander 1949. Trentepohlia montivaga ingår i släktet Trentepohlia och familjen småharkrankar. Inga underarter finns listade i Catalogue of Life.